# Nothing but music

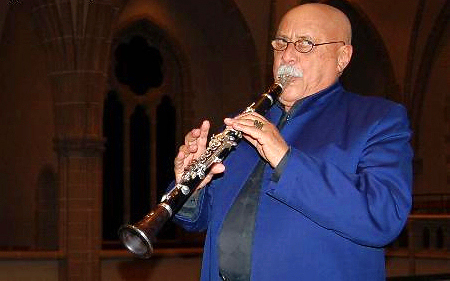
Giora Feidman

Nothing but music ist ein Musical des deutschen Regisseurs Stephan Barbarino, des Autors Jan Linders und der israelischen Musikerin Ora Bat Chaim. Im Zentrum des Musicals steht der Klezmerklarinettist Giora Feidman. Nothing but music hatte im Mai 2005 im Grand théâtre de la ville de Luxembourg Premiere und absolvierte anschließend eine Europatournee. 
Zur Premierenbesetzung gehörte neben Feidman unter anderem der Perkussionist Murat Coşkun, der Mandolinist Avi Avital, der Akkordeonist Enrique Ugarte, der Flötist Raoul Avarellos, der Kontrabassist Guido Jäger, der Gitarrist Jens-Uwe Popp und die Sänger(innen) und Schauspieler(innen) Marta Binetti, Meike Kircher, Anas Ouriaghli, Jenny Reuter, Kati Schröder, Leonid Semenov, Wilhelm Beck und Konrad Wipp.
2008 inszenierte Barbarino das Musical mit der originalen Musikerbesetzung und italienischen Schauspielern am Teatro Franco Parenti in Mailand erneut. Es folgte eine Einladung zum Festival dei due Mondi Spoleto.

## Handlung
Das Stück besteht aus zehn Bildern, in denen eine Wanderung, sowohl räumlich rund um die Welt, als auch zeitlich durch das gesamte 20. Jahrhundert dargestellt wird. Im Zentrum stehen Klezmorim, osteuropäische Wandermusiker, die, vertrieben in alle Welt, ihr Lebensgefühl mit sich tragen. 
Das erste Bild zeigt Chișinău 1903, wo die Lebensfreude einer traditionellen Hochzeit dargestellt wird, bis schließlich ein Pogrom die Juden aus ihrer Heimat vertreibt. 
Nächste Station ist Southampton 1912, wo das Warten und Träumen von Auswanderern, die es in die Neue Welt zieht, gezeigt wird. Im dritten Bild befinden sich die Akteure im Jahr 1923 in einem Bordell in Buenos Aires, wo sich die Klezmer-Musik in Tangoklängen übergeht. New York City im Jahre 1932 ist Schauplatz des vierten Bildes, hier spielen sich Szenen in einem Jazzclub ab, in dem Musik als letztes, unpfändbares Gut der Armen und Mittellosen dargestellt wird. 1939, das Jahr in dem der Zweite Weltkrieg ausbrach, ist Inhalt des fünften Bildes. Der Bürgerbräukeller, im Programmheft zum Musical als „Höhle des Löwen“ bezeichnet, werden die Lieder der „bösen Menschen“ kurz vor dem gescheiterten Attentat auf Hitler gezeigt und gespielt. 
Neun Jahre später befinden sich die Darsteller im sechsten Bild: Shanghai als „einzige für Emigranten ohne Visum offene Stadt“ ist hier Schauplatz des Philosophierens eines Heimatlosen.
Ein starker zeitlicher Sprung folgt zum siebten Bild, das in Tel Aviv junge singende Rekruten kurz vor dem Ausbruch des Sechstagekrieges zeigt. Musik als Mittel, Grenzen zu überwinden, steht im Zentrum des achten Bildes, angesiedelt in Berlin 1989, dargestellt unter anderem durch eine musikalische Verbindung von Klezmermusik mit der deutschen Nationalhymne. Das vorletzte Bild spielt in einem Tonstudio in Luxemburg und zeigt die musikalische Verklärung eines Schtetl. Im Programmheft ist dieses Bild beschrieben mit „Aus Geschichte wird ein Geschäft“.
Das Musical endet mit dem zehnten Bild, das in der Zukunft, in Bagdad 2035 angesiedelt ist. In einem geplünderten Museum endet die Reise in einer Melodie, die nichts als Musik („nothing but music“) darstellen soll.